# Zuil van Pompeius
De Zuil van Pompeius is een Romeinse erezuil in Alexandrië in Egypte. De bijna 27 meter hoge Korintische zuil van roze graniet werd tussen 298 en 302 opgericht ter ere van keizer Diocletianus, en droeg aanvankelijk een standbeeld in porfier van de keizer in wapenrusting, waarmee de totale hoogte bijna 34 meter bedroeg. De zuil staat aan de oostkant van de temenos van het Serapeum van Alexandrië, naast de ruïnes van de tempel van Serapis. De onjuiste naam en de associatie met Pompeius zijn het gevolg van een onjuiste vroeg 19e-eeuwse interpretatie van de Griekse inwijdingsinscriptie op de westzijde van de voet van de pilaar, waar ΠΟΥΠ[ΛΙΟΣ] (Pouplios), de schenker van de zuil, werd gelezen als ΠΟΜΡΗΙΟΣ (Pompeios).

## Constructie
In 297 leidde Diocletianus, keizer sinds 284, een militaire campagne in Egypte om de opstand van usurpator Domitius Domitianus te onderdrukken. Na een lange belegering veroverde Diocletianus in maart 298 Alexandrië en liet Domitianus' opvolger Aurelius Achilleus executeren. In 302 keerde de keizer terug naar de stad om een voorraad graan te schenken. De inscriptie op de basis van de zuil memoreert de keizer als ΤΟ[Ν] ΠΟΛΙΟΥΧΟΝ ΑΛΕΞΑΝΔΡΕΙΑΣ ΔΙΟ[ΚΛΗ]ΤΙΑΝΟΝ (ton poliouchon Alexandreias Diokletianon), Diocletianus, de beschermgod van Alexandrië. In de vierde eeuw na Christus gold deze aanduiding ook voor Serapis, de mannelijke tegenhanger van Isis in het pantheon dat was ingesteld door de Hellenistische heersers van Egypte, de Ptolemaeën. Het tempelcomplex gewijd aan Serapis, waarin de kolom werd opgericht, het Serapeum, werd gebouwd onder koning Ptolemaeus III Euergetes I in de derde eeuw voor Christus en waarschijnlijk herbouwd in het tijdperk van keizer Hadrianus in de tweede eeuw na Christus, na schade opgelopen te hebben tijdens de Kitosoorlog. Tegen het einde van de vierde eeuw werd het door Ammianus Marcellinus beschouwd als een wonder dat slechts werd overvleugeld door de Tempel van Jupiter Optimus Maximus op het Capitool in Rome.
De zuil was de grootste in zijn soort die buiten de hoofdsteden Rome en Constantinopel werd opgericht. Het monument is ongeveer 26,85 m hoog en zou oorspronkelijk een standbeeld hebben gedragen van ongeveer 7 m hoog, waarvan twee (delen van) dijen zijn teruggevonden. Het is de enig bekende vrijstaande zuil in Romeins Egypte die niet uit trommels is opgebouwd, en het is een van de grootste monolithische zuilen die ooit zijn opgetrokken. De monolithische schacht heeft een hoogte van tussen de 20,46 m en 20,75 m, en een diameter van 2,71 m aan de basis. De sokkel is meer dan 6 m hoog. De zuil en sokkel zijn van lapis syenites, een roze graniet die uit de oude steengroeven van Syene (het huidige Aswan) is gehouwen. Het pseudo-Korinthische kapiteel is van grijs graniet. De massa van de schacht wordt geschat op 285 ton.
De overgebleven en leesbare vier regels inscriptie in het Grieks, op westelijke zijkant van de sokkel van de zuil, vertellen dat een Praefectus Aegypti (Oudgrieks: ἔπαρχος Αἰγύπτου, eparchos Aigyptou, letterlijk 'Eparch van Egypte') genaamd Publius het monument aan Diocletianus opdroeg. Het monument herdenkt de overwinningen van de keizer tijdens een van zijn bezoeken aan Egypte ter gelegenheid van ofwel de instelling van de graanvoorziening aan Alexandrië, dan wel de overwinning op Domitius Domitianus. Een Praefectus Aegypti genaamd Publius komt voor in twee Oxyrhynchus papyri; zijn gouverneurschap moet zijn bekleed tussen de prefecturen van Aristius Optatus, die op 16 maart 297 als gouverneur wordt genoemd, en Clodius Culcianus, in functie vanaf 303 of zelfs eind 302. Aangezien Publius' naam wordt vermeld als de schenker van het monument, moeten de zuil en het beeld van Diocletianus voltooid zijn tussen 297 en 303, toen hij in functie was. De naam van de gouverneur is in de verweerde inscriptie deels uitgewist; de resterende weergave van Publius als ΠΟΥΠΛΙΟΣ (Pouplios) werd verward met de Griekse spelling van de Republikeinse generaal van de eerste eeuw voor Christus Pompeius, ΠΟΜΠΗΙΟΣ (Oudgrieks: Πομπήιος, Pompeios, Latijn: Pompeius).

## Beeld van Diocletianus
Het porfieren beeld van Diocletianus in wapenrusting is bekend uit grote fragmenten die er in de achttiende eeuw van restten aan de voet van de zuil. Uitgaande van de grootte van een fragment van 1,6 m dat een deel van de dijen van het beeld vertegenwoordigde, is een oorspronkelijke hoogte van het beeld berekend van ongeveer 7 m. Van sommige fragmenten van het beeld is bekend dat ze zich in de negentiende eeuw in een collectie van de familie Rochefoucauld-Doudeauville in Parijs bevonden. Na 1870 zijn ze niet meer gezien. Toen ze in de jaren dertig van de twintigste eeuw werden gezocht bleek hun verblijfplaats onbekend, en aangenomen wordt dat ze verloren zijn gegaan.